# Козенца
Козе́нца (итал. Cosenza МФА: [koˈsɛːntsa]о файле; сиц. Cusenza [kuˈsɛːndsa], Cusenze; лат. Consentia, Constantia, Cosentia) — коммуна в Италии, в регионе Калабрия. В районе Козенцы река Бузенто впадает в Крати. Административный центр одноимённой провинции.
Население составляет 69625 человек (2008 г.), плотность населения составляет 1874 чел./км². Занимает площадь 37 км². Почтовый индекс — 87100. Телефонный код — 0984.

## История и культура
Консенция (лат. Consentia) ещё до покорения Калабрии римлянами в 204 г. до н. э. была важнейшим городом италийского народа бруттиев. В районе города погребен вестготский правитель Аларих. По сообщению Иордана, варварский король вместе с захваченными им сокровищами покоится на дне реки Бузенто.
В Средние века за обладание городом с Византией спорили сарацины и лангобарды; победителями вышли последние. Рожеру Гвискару город покорился только после ожесточённой осады. Фридрих II перестроил т. н. Швабский замок, в котором был заточён его сын Генрих VII; его гробницу можно видеть в городском соборе.
В XV—XVI вв. испанские власти предпочитали управлять Калабрией из Козенцы. Многие городские достопримечательности датируются именно этим временем. В 1511 г. Парассио основал здесь известную в своё время академию. Большой ущерб старому городу нанесли землетрясения 1783, 1854, 1870, 1905 гг., а также бомбардировки Союзников.
После войны значительная часть города получила новую застройку; интересен музей под открытым небом с произведениями Сальвадора Дали и Джорджо де Кирико. Собор 1185—1222 гг. постройки был восстановлен после неудачной реконструкции XIX в.; большая реставрационная работа проведена и с другими памятниками истории.

## Религия
Покровительницей города считается икона Божией Матери «Покровительница», написанная в византийском стиле и относящаяся к XII веку. Шествие, посвящённое этой иконе, квалифицируемой в иконографии как Галактотрофуса, происходит каждый год 12 февраля.

## Демография
Динамика населения:

## Администрация коммуны
- Официальный сайт: http://www.comune.cosenza.it/